# Полесское городское поселение
Поле́сское городско́е поселе́ние — упразднённое муниципальное образование в составе Полесского района Калининградской области. Административный центр поселения город Полесск.

## История
Полесское городское поселение образовано 30 июня 2008 года в соответствии с Законом Калининградской области № 260.
Законом Калининградской области от 18 октября 2016 года № 5, 1 января 2017 года все муниципальные образования Полесского муниципального района — Полесское городское поселение, Головкинское, Залесовское, Саранское и Тургеневское сельские поселения — были преобразованы, путём их объединения, в Полесский городской округ.

## Население
| 2010 | 2012  | 2013  | 2014  | 2015  | 2016  |
| ---- | ----- | ----- | ----- | ----- | ----- |
| 7865 | ↘7824 | ↘7725 | ↘7574 | ↘7384 | ↘7299 |

## Состав городского поселения
В состав городского поселения входят 3 населённых пункта
- Подсобный (посёлок) — 66[4]
- Полесск (город, административный центр) — 6954[9]
- Тюленино (посёлок) — 218[4]